# Arenaria auricoma
Arenaria auricoma là loài thực vật có hoa thuộc họ Cẩm chướng. Loài này được Y.W.Tsui ex L.H.Zhou mô tả khoa học đầu tiên năm 1987.